# Queensland cricket team
Il Queensland cricket team è una delle 6 squadre di cricket che si contendono annualmente il prestigioso torneo di First Class cricket Sheffield Shield. In tale competizione è presente fin dalla edizione 1926–27 e si è imposta in 7 occasioni. Ha avuto maggiore fortuna nel campionato nazionale di Limited Overs in cui può vantare 10 successi.

## Palmares
- Sheffield Shield/Pura Cup: 7

1994/95, 1996/97, 1999/2000, 2000/01, 2001/02, 2005/06, 2011/12
- Campionato nazionale Limited Overs: 10

1975/76, 1980/81, 1981/82, 1988/89, 1995/96, 1997/98, 2006/07, 2008/09, 2012/13, 2013/14